# Machecoul
Machecoul is een plaats en voormalige gemeente in het Franse departement Loire-Atlantique in de regio Pays de la Loire en telt 5732 inwoners (2006). De plaats maakt deel uit van het arrondissement Nantes.

## Geschiedenis
Tot de Franse Revolutie stond hier de abdij van Onze-Lieve-Vrouw van Chaume.
Op 1 januari 2016 fuseerde Machecoul met de gemeente Saint-Même-le-Tenu tot de gemeente Machecoul-Saint-Même.

## Geografie
De oppervlakte van Machecoul bedraagt 66,7 km², de bevolkingsdichtheid is 86 inwoners per km².
De onderstaande kaart toont de ligging van Machecoul met de belangrijkste infrastructuur en aangrenzende gemeenten.

## Demografie
Onderstaande figuur toont het verloop van het inwonertal.

## Sport
Machecoul was één keer etappeplaats in wielerkoers Ronde van Frankrijk. In 1998 won de Canadees Steve Bauer er een rit.

## Geboren
- Cédric Michaud (1976), schaatser
- Mickaël Landreau (1979), voetballer
- David Leray (1984), voetballer